# Cosmin Matei
Cosmin Gabriel Matei (ur. 30 września 1991 w Târgoviște) – rumuński piłkarz grający na pozycji prawego pomocnika. Od 2022 jest zawodnikiem klubu Sepsi OSK.

## Kariera piłkarska
Swoją karierę piłkarską Matei rozpoczął w 2001 roku w klubie Chindia Târgoviște. W 2005 roku podjął treningi w juniorach Farulu Konstanca. W 2008 roku awansował do pierwszego zespołu. 18 października 2008 zadebiutował w nim w pierwszej lidze rumuńskiej w zremisowanym 1:1 domowym meczu z FC Timișoara. Na koniec sezonu 2008/2009 spadł z Farulem do drugiej ligi. W Farulu grał również w sezonie 2009/2010.
Latem 2010 roku Matei przeszedł do Steauy Bukareszt. Swój debiut w zespole Steauy zaliczył 22 sierpnia 2010 w zwycięskim 3:0 wyjazdowym meczu z FC Vaslui. W sezonie 2010/2011 zdobył ze Steauą Puchar Rumunii.
Latem 2011 Matei odszedł ze Steauy do Astry Ploeszti. Swój debiut w Astrze zanotował 24 lipca 2011 w przegranym 0:2 wyjazdowym meczu z CFR 1907 Cluj.
Na początku 2012 roku Matei zmienił klub i został piłkarzem Dinama Bukareszt, w którym zadebiutował 3 marca 2012 w zwycięskim 2:0 domowym meczu z Gaz Metan Mediaș. W sezonie 2011/2012 sięgnął z Dinamem po Puchar Rumunii. W Dinamie grał do końca 2015 roku.
W styczniu 2016 Matei odszedł do greckiego klubu PAE Atromitos, w którym zadebiutował 17 lutego 2016 w zremisowanym 1:1 wyjazdowym meczu z APO Lewadiakos.
Latem 2016 Matei przeszedł do Gençlerbirliği SK. Zadebiutował w nim 21 sierpnia 2016 w wygranym 2:0 domowym meczu z Gaziantepsporem. W lutym 2018 został wypożyczony do chorwackiej Istry 1961, w której swój debiut zaliczył 24 marca 2018 w przegranym 0:1 wyjazdowym spotkaniu z Interem Zaprešić. W sezonie 2018/2019 ponownie grał w Gençlerbirliği.
W 2019 Matei został zawodnikiem Viitorulu Konstanca. Zadebiutował w nim 16 września 2019 w wygranym 4:1 domowym meczu z klubem Gaz Metan Mediaș.

## Kariera reprezentacyjna
Matei grał w młodzieżowych reprezentacjach Rumunii na różnych szczeblach wiekowych. W reprezentacji Rumunii zadebiutował 31 maja 2014 roku w wygranym 1:0 towarzyskim meczu z Albanią, rozegranym w Yverdon-les-Bains. W 46. minucie tego meczu zmienił Bănela Nicolițę.

## Statystyki kariery
| Sezon   | Klub                | Kraj      | Rozgrywki          | Mecze | Gole |
| ------- | ------------------- | --------- | ------------------ | ----- | ---- |
| 2008/09 | Farul Konstanca     | Rumunia   | Liga II            | 12    | 0    |
| 2009/10 | Farul Konstanca     | Rumunia   | Liga II            | 23    | 4    |
| 2010/11 | Steaua Bukareszt    | Rumunia   | Liga I             | 5     | 0    |
| 2010/11 | Steaua Bukareszt II | Rumunia   | Liga II            | 10    | 0    |
| 2011/12 | Astra Ploeszti      | Rumunia   | Liga I             | 6     | 1    |
| 2011/12 | Astra Ploeszti II   | Rumunia   | Liga II            | 3     | 0    |
| 2011/12 | Dinamo Bukareszt    | Rumunia   | Liga I             | 7     | 2    |
| 2012/13 | Dinamo Bukareszt    | Rumunia   | Liga I             | 28    | 5    |
| 2013/14 | Dinamo Bukareszt    | Rumunia   | Liga I             | 29    | 8    |
| 2014/15 | Dinamo Bukareszt    | Rumunia   | Liga I             | 26    | 3    |
| 2015/16 | Dinamo Bukareszt    | Rumunia   | Liga I             | 19    | 2    |
| 2015/16 | PAE Atromitos       | Grecja    | Superleague Ellada | 11    | 1    |
| 2016/17 | Gençlerbirliği SK   | Turcja    | Süper Lig          | 12    | 1    |
| 2017/18 | Gençlerbirliği SK   | Turcja    | Süper Lig          | 0     | 0    |
| 2017/18 | Istra 1961          | Chorwacja | Prva HNL           | 14    | 3    |
| 2018/19 | Gençlerbirliği SK   | Turcja    | TFF 1. Lig         | 16    | 0    |
| 2019/20 | Viitorul Konstanca  | Rumunia   | Liga I             | 23    | 4    |
| 2020/21 | Viitorul Konstanca  | Rumunia   | Liga I             | 33    | 1    |
| 2021/22 | Dinamo Bukareszt    | Rumunia   | Liga I             | 20    | 2    |
| 2022/23 | Sepsi OSK           | Rumunia   | Liga I             | 35    | 6    |